# Warrap (stad)
Warrap (arabiska: واراب) är en stad i Sydsudan. Den är huvudort i länet Tonj North som hör till delstaten Warrap.